# Caminho do Peabiru

Localização do Império Inca

O Caminho do Peabiru se refere a uma longa trilha pré-colombiana que ligava a cordilheira dos Andes ao oceano Atlântico. Embora apresente algumas ramificações, seu trajeto principal consistia na ligação entre a região onde presentemente se assenta a cidade de Cusco até as proximidades da atual cidade de São Vicente, no litoral paulista.
A designação "Caminho do Peabiru" foi registrada pela primeira vez pelo jesuíta Pedro Lozano em sua obra "História da Conquista do Paraguai, Rio da Prata e Tucumán", no início do século XVII. Contudo, outras fontes indicam que o termo já era utilizado em São Vicente logo após o Descobrimento do Brasil, em 1500.

## Etimologia
O termo peabiru (na língua tupi, "pe" – caminho; "abiru" - gramado amassado) se refere aos antigos caminhos utilizados pelos indígenas sul-americanos desde muito antes da colonização europeia, ligando o litoral ao interior do continente.
Outra vertente afirma que "Peabiru" significaria "caminho que vai ao céu". Essa denominação refleteria a importância simbólica que o caminho tinha para os povos indígenas, que o consideravam uma via de acesso ao mundo espiritual.

## Finalidades

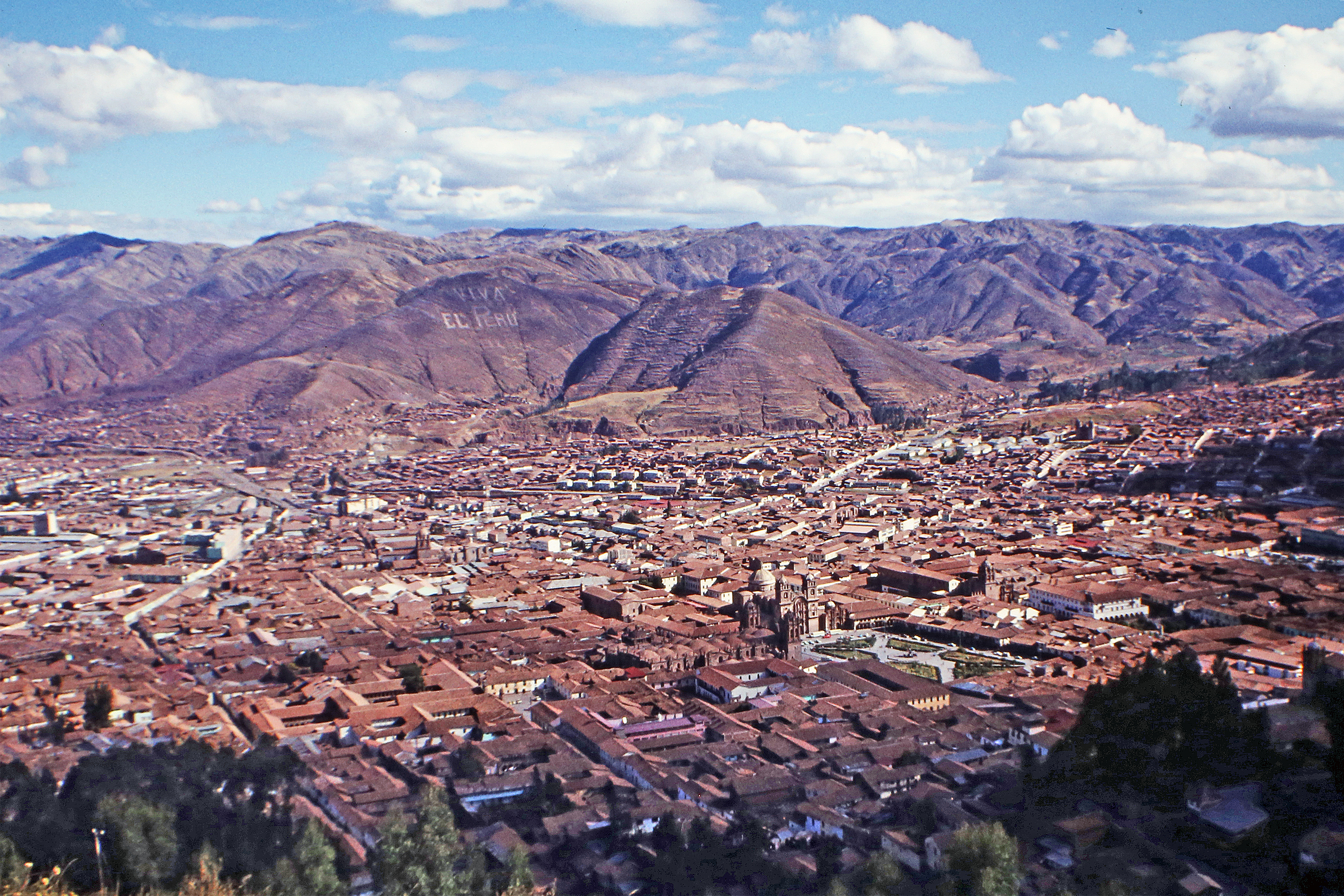
Cusco, uma das localidades antigamente atendidas pelo caminho do Peabiru

As finalidades exatas que motivaram a criação do Caminho do Peabiru ainda são objetos de debates entre historiadores, arqueólogos, geógrafos e antropólogos. Algumas das principais hipóteses sobre as reais funções exercidas por este complexo sistema de rotas indígenas incluem:
- Rota comercial: O Peabiru poderia ter servido como uma importante rota comercial para a troca de produtos entre diferentes povos indígenas pré-colombianos, envolvendo objetivos como obtenção de sal, metais, pedras preciosas, penas e alimentos.[1]
- Rota migratória: O caminho poderia ter sido utilizado por diferentes grupos indígenas durante seus processos migratórios, facilitando o deslocamento para a ocupação de novas terras.[5]
- Rota ritual: Algumas teorias sugerem que o Caminho do Peabiru tinha um significado religioso para os povos indígenas, sendo utilizado em peregrinações e rituais.[9]
- Ligação entre civilizações: O Peabiru poderia ter conectado diferentes civilizações da América do Sul, facilitando o relacionamento entre distintos povos e tribos, promovendo o intercâmbio cultural e o desenvolvimento de conhecimentos compartilhados.[10]

## Trajetos
A trajetória exata de toda a extensão do caminho do Peabiru ainda é incerta, mas estima-se que sua extensão total tenha chegado a milhares de quilômetros, atravessando diversos países da América do Sul:
- Brasil: tinha início no atual litoral paulista, subindo a Serra do Mar, cruzando os planaltos do interior rumo às terras hoje pertencentes ao estado do Paraná, seguindo até as proximidades das Cataratas do Iguaçu;
- Argentina: cruzava a atual província de Misiones, seguindo para o oeste;
- Paraguai: passava pelas regiões onde hoje se assenta a capital Assunção seguindo rumo ao chaco;
- Bolívia: atravessava o chaco boliviano e a cordilheira oriental;
- Peru: subia a Cordilheira dos Andes, onde se conectava com a rede de caminhos incas.

### Ramificações
Segundo os relatos históricos, o caminho principal passava pelas regiões das atuais cidades de Assunção, Foz do Iguaçu, Alto Piquiri, Ivaí, Tibagi, Botucatu, Sorocaba e São Paulo até chegar à região da atual cidade de São Vicente. 
Após cruzar o planalto ocidental paulista, o caminho do Peabiru se dividia em diversas ramificações. O principal destes caminhos, propriamente denominado Caminho do Peabiru, constituía-se em uma via que ligava os Andes ao Oceano Atlântico. Mais precisamente, ligando Cusco, no Peru (embora talvez se estendesse até o oceano Pacífico), ao litoral brasileiro na altura da Capitania de São Vicente (atual estado de São Paulo), estendendo-se por cerca de 3 000 quilômetros, atravessando os territórios dos atuais Peru, Bolívia, Paraguai e Brasil.
Ao longo do trajeto principal, diversas ramificações se desprendiam, conectando diferentes aldeias e centros cerimoniais indígenas. Estas ramificações se estendiam por diversos setores, alcançando regiões como o Pantanal e o atual litoral dos estados da região sul do Brasil.Ainda havia outros ramos do caminho que terminavam nas proximidades das atuais cidades de Cananeia (SP) e Florianópolis (SC).
Ainda em território brasileiro, um de seus ramais era a chamada Trilha dos Tupiniquins, no litoral de São Vicente, que passava por Cubatão e por São Paulo, em lugares posteriormente conhecidos como o Pátio do Colégio e rua Direita; cruzava o Vale do Anhangabaú; seguia pelo traçado que hoje é o das avenidas Consolação e Rebouças; e cruzava o rio Pinheiros. Outro ramal partia de Cananeia. 
Ramificações adicionais partiam do litoral dos atuais estados de Santa Catarina e Rio Grande do Sul.

## História
A origem do Caminho do Peabiru é incerta, mas acredita-se que tenha sido utilizado por povos indígenas há milhares de anos. Diversas teorias sobre sua função foram propostas, como rota comercial, caminho religioso ou migratório.
Estima-se que o caminho do Peabiru tenha sido construído por volta de 400 d.C. sobre trilhas previamente já utilizadas por povos paleoindígenas caçadores-coletores. Esta rede de caminhos foi mantida e usada por distintos grupos indígenas ao longo dos séculos, incluindo os povos incas, tupis, guaranis, entre outros. De todo modo, sua característica principal era o desejo de conectar o Atlântico ao Pacífico. Deste modo, é possível afirmar que o caminho de Peabiru foi a estrada transcontinental mais importante da América pré-colombiana, uma vez que fazia a conexão entre distantes territórios e diferentes povos.
Em 1524, parte desse caminho foi percorrido pelo náufrago português Aleixo Garcia, que comandou uma expedição integrada por algumas centenas de guaranis carijós, partindo da Ilha de Santa Catarina ("Meiembipe"), percorrendo essa via para saquear ouro, prata e estanho, tendo atingido o território do Peru, no Império Inca, nove anos antes da conquista espanhola dos Andes em 1533.

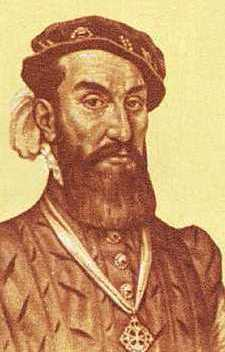
Álvar Núñez Cabeza de Vaca

Outros relatos dão conta de que Martim Afonso de Sousa, fundador da Vila de São Vicente, só se fixou naquele trecho do litoral porque, de antemão, dispunha de informações de que, dali, se teria acesso ao caminho que o levaria às minas do Potosí, na Bolívia, e aos tesouros dos incas. Por sua determinação, uma expedição partiu de Cananeia (no litoral da Capitania de São Vicente), em 1 de setembro de 1531, com o mesmo destino, sob o comando de Pero Lobo, tendo Francisco das Chaves como guia. Seguindo por um antigo caminho indígena que entroncava com o Caminho do Peabiru, esta expedição desapareceu, chacinada pelos indígenas guaranis nas proximidades de Foz do Iguaçu quando da travessia do Rio Paraná. (ver também: Guerra de Iguapé).
O espanhol Álvar Núñez Cabeza de Vaca começou a caminhada partindo da foz do rio Itapocu, no litoral norte de Santa Catarina, no dia 2 de novembro de 1541, vindo a descobrir, no final de janeiro de 1542, as Cataratas do Iguaçu. Na mesma época, o aventureiro alemão Ulrich Schmidl percorreu-o em 1553. Os jesuítas batizaram esse caminho de "Caminho de São Tomé", tendo-o utilizado nas suas atividades de evangelização e aldeamento de indígenas, na região do Rio Paraná, ainda em meados do século XVI. No século XVII, bandeirantes paulistas, como Antônio Raposo Tavares, trilharam essa via para atacar as missões jesuíticas.
O caminho tinha diversas ramificações utilizadas pelos guaranis, que, através delas, se deslocavam pelas diversas partes do seu território, mantendo, em contato, os povos confederados através de uma espécie de correio rudimentar chamado parejhara que ligava o norte e o sul do Brasil, da Lagoa dos Patos até a Amazônia. Segundo a tradição desse povo, o caminho não foi aberto por eles, que atribuem a sua construção ao ancestral civilizador Sumé, que teria criado a rota no sentido leste-oeste. Através do caminho, era realizada uma intensa troca comercial (na base do escambo) entre povos do litoral, do sertão e incas: do litoral forneciam sal e conchas ornamentais, do sertão forneciam feijão, milho e penas de aves grandes como ema e tucano para enfeite, e os incas forneciam objetos de cobre, bronze, prata e ouro. Como prova desse comércio, pode ser citada a descoberta de um machado andino pré-colombiano de cobre em Cananeia, no litoral de São Paulo.
Pesquisas iniciadas no século XIX pelo Barão de Capanema levaram à formulação da hipótese de o caminho ter sido criado pelos incas numa tentativa de trazer a sua cultura até os povos da costa do Oceano Atlântico, abrindo o caminho no sentido oeste-leste, portanto. Como apoio a essa linha, refere-se o testemunho de mais de um cronista de que os incas chamavam seu território de Biru. Desse modo, a denominação do caminho poderia resultar do híbrido pe-biru, que equivaleria a "caminho para o Biru". Embora não existam informações acerca da razão pela qual o projeto inca não foi levado a cabo, entre as evidências de sua presença em território brasileiro, cita-se o correio dos guaranis.
Com a chegada dos colonizadores europeus, o Caminho do Peabiru foi gradativamente abandonado. As trilhas originais foram recobertas pela mata e muitos dos seus vestígios foram perdidos.

## Atualmente
Restam ainda, em pontos isolados de mata e em algumas localidades, remanescências desse caminho, que se caracterizava por apresentar cerca de 1,40 metro de largura e leito com rebaixamento médio em relação ao nível do solo de cerca de 40 centímetros, recoberto por uma gramínea denominada puxa-tripa. Nos seus trechos mais difíceis, o caminho chegava a ser pavimentado com pedras. Em alguns trechos, era sinalizado com inscrições rupestres, mapas e símbolos astronômicos de origem indígena.
Na década de 1970, uma equipe coordenada pelo professor Igor Chmyz, da Universidade Federal do Paraná, identificou cerca de trinta quilômetros remanescentes da trilha na área rural de Campina da Lagoa, no estado do Paraná. Ao longo desse trecho, foram, ainda, identificados sítios arqueológicos com vestígios das habitações utilizadas provavelmente quando os indígenas estavam em trânsito. Mais recentemente, essa universidade vinha desenvolvendo trabalhos para tornar o caminho uma atração turística, a exemplo do Projeto Estrada Real, em Minas Gerais.
Pesquisas recentes indicam que em alguns trechos na região próxima às cidades paulistas de Cotia e Sorocaba, o trajeto do antigo caminho do Peabiru coincide com partes da atual rodovia Raposo Tavares.
Apesar da pouca atenção dada à sua conservação ao longo dos últimos séculos, o Caminho do Peabiru ainda desperta a curiosidade de pesquisadores, historiadores e aventureiros. Nos anos mais recentes, diversos projetos estão sendo desenvolvidos com o objetivo de mapear e recuperar trechos do caminho.
Algumas seções recuperadas do Caminho do Peabiru já estão abertas ao público para visitação, como o trecho que se encontra no Parque Nacional do Iguaçu, no Paraná.